# RadioIncontri
RadioIncontri è stato un evento che si è tenuto a Riva del Garda dal 2004 ogni anno in tarda primavera. In tale occasione le principali emittenti radiofoniche nazionali si ritrovavano per incontrare il pubblico e confrontarsi su temi inerenti alla radiofonia. L'evento era stato ideato da Renzo Ceresa e Massimo Cirri.

## Programma

### RadioIncontri e RadioAscolti
Il programma prevedeva due categorie principali di appuntamenti: i RadioIncontri, veri e propri incontri-dibattito con le voci della radio, e i RadioAscolti, trasmissioni radiofoniche in diretta dalle piazze e dai luoghi più caratteristici di Riva del Garda.
I RadioAscolti rappresentavano l'occasione di vedere i conduttori all'opera, mentre trasmettevano in diretta. Tra le trasmissioni ospitate a Riva del Garda vi furono Caterpillar, Il ruggito del coniglio, The Flight, Pinocchio, Condor, Sumo, L'altrolato, Deejay chiama Italia, La Bomba, Chiamate Roma Triuno Triuno, Mega Mixo, Whatever, Vasco de Gama, Tutti i colori del giallo.

### RadioRegata Onde Anomale
In occasione dei RadioIncontri veniva organizzata la RadioRegata Onde Anomale, una regata a cui prendevano parte otto emittenti radiofoniche con un equipaggio formato da speaker e ascoltatori. Le barche e gli skipper erano messi a disposizione dal circolo velico Fraglia Vela Riva.
I vincitori della RadioRegata Onde Anomale che si sono realizzate: 
- 2004: Radio2 Rai - skipper Gianni Torboli
- 2005: Radio3 Rai - skipper Gianni Torboli
- 2006: VivaFM - skipper Andrea Carloni
- 2007: RadUNI - skipper Murro - W. Caldonazzi
- 2008: RTL 102.5 - skipper Paolo Malossini

### Dibattiti
Largo spazio era dedicato ai dibattiti su temi attuali legati al mondo della comunicazione.
Nella prima edizione il dibattito è stato presieduto da Massimo Cirri e Renzo Arbore. L'anno seguente sono state protagoniste le radio universitarie in un dibattito con Massimo Cirri e Sergio Valzania.
Nel 2006 si è parlato di web-radio, nell'Ampio Dibattito "Il podcast e le radio on line", con Filippo Solibello, Gianluca Neri, Matteo Bordone e Luca Sofri, e di "Quali sono i limiti nei contenuti e nel linguaggio della radio moderna?", con Fabio Canino, Flavia Cercato e Alessio Bertallot.
Nell'edizione 2007 i temi trattati sono stati: "Artisti emergenti, nuove tecnologie e la gestione dei diritti nell'era digitale. Quale ruolo per la radio?" a cura di RadUNI, "Calciopoli un anno dopo" con Gigi Garanzini e Antonio Dipollina.
La quinta edizione ha dato spazio alla radio del futuro, con un workshop sulla radio satellitare WorldSpace Italia: la radio digitale che viene dallo spazio - pionieri del futuro, incontro condotto da Matteo Bordone nel quale il direttore dei contenuti di WorldSpace Italia Roberto Zaino ha presentato una nuova piattaforma satellitare con 50 canali radio. Si è parlato della radio di servizio nell'incontro sulla Comunicazione e sulla Programmazione per gli automobilisti con il direttore di Quattroruote Mauro Tedeschini e Riccardo Berti, Direttore dei Canali Radio di Pubblica Utilità - Rai, animati da Gioele Dix. L'Ampio Dibattito invece ha avuto come tema la previsione in radio: in Previsioni in pre-ascolto Federico Taddia ha fatto incontrare Luca Lombroso, meteorologo e previsore, e Marco Pesatori, esperto di astrologia.

### Radio universitarie
A partire dalla seconda edizione sono state invitate le radio universitarie. Nel 2005 è stata organizzata una tavola rotonda sul tema "Università on air", in collaborazione con l'Università di Verona, al quale hanno partecipano, a fianco a Massimo Cirri e Sergio Valzania, le Università di Padova, Siena, Teramo e Trento.
L'anno seguente due sono stati i dibattiti a cura di RadUNI, l'associazione della radiofonia universitaria italiana, un workshop con Danny Stucchi dal titolo: "Dietro il microfono? Professione, produzione e mercato", e l'incontro "Giovani alla radio: voglia di sperimentare o scelta di mercato?", con la partecipazione di Matteo Bordone, Luca Sofri, Federico Taddia, Cristiano Valli e Roberto Zaino.
Nel 2007 RadUNI ha curato l'ampio dibattito "Artisti emergenti, nuove tecnologie e la gestione dei diritti nell'era digitale. Quale ruolo per la radio?" con Luigi Iavarone, Romeo Perrotta e Gianluca Neri.
Nel 2008 sempre a cura di RadUNI si è svolto l'incontro sul tema delle radio universitarie e creatività Nuovi contenuti per nuove radio, moderato da Tiziana Cavallo, associazione RadUNI e FAN Università di Verona, con Elisabetta Delponte, efferveScienze - podcast della Facoltà di Scienze MFN-Università di Genova, Giorgio Bernardini, Radio URCa Università di Urbino, Alberto Gozzi, 110 Università di Torino, Simona Regina, Dr. Jekyll & Mr. Pod - Master Comunicazione della Scienza SISSA Trieste, Renzo Ceresa, Radio2 Rai e Roberto Zaino, Worldspace Italia.

## Le edizioni realizzate

### 14-16 maggio 2004

#### Emittenti nazionali presenti
- Radio2 Rai
- Radio 24
- Radio Capital
- Radio Deejay
- Radio Kiss Kiss
- RIN
- RTL 102.5

#### Ospiti
Renzo Arbore, Alessio Bertallot, Daria Bignardi, Bus, Fabio De Luca, Antonello Dose, Federico l’Olandese Volante, Giorgio Gherarducci, Linus, Mixo, Marco Presta, Claudio Sabelli Fioretti, Marco Santin, Nicola Savino, Luca Sofri, Filippo Solibello, Paola Testa, Trio Medusa, Sergio Valzania, Luca Viscardi, Dario Vergassola, Eddi Berni

#### Artisti
Banda Osiris, Bandaradan, Stefano Bollani, Orchestra di ritmi moderni Arturo Piazza, Palast Orchestra, Piccola Orchestra Avion Travel, Quartetto Euphòria

### 19-22 maggio 2005

#### Emittenti nazionali presenti
- Radio2 Rai
- Radio3 Rai
- Radio 24
- Radio Capital
- Radio Deejay
- Radio Monte Carlo
- RIN
- RTL 102.5

#### Ospiti
Albertino, Renzo Arbore, Angelo Baiguini, Alessio Bertallot, Flavia Cercato, Manuela Donghi, Antonello Dose, Federico l’Olandese Volante, Stefano Gallarini, Gigi Garanzini, Andrea Gelli, Lillo & Greg, Linus, Vladimir Luxuria, Leonardo Manera, Alessandro Milan, Marco Presta, Aldo Rock, Kay Rush, Nicola Savino, Michele Serra, Marino Sinibaldi, Luca Sofri, Danny Stucchi, Federico Taddia, Sergio Valzania, Giovanna Zucconi

#### Artisti
Nick The Nightfly e Montecarlo Nights Orchestra, Latte & i Suoi Derivati, Montefiori Cocktail, Banda Osiris, Figli Di Madre Ignota e Tony

#### Trasmissioni in diretta
- A tempo di sport - Radio24
- Deejay Chiama Italia - Radio Deejay
- Il ruggito del coniglio - Radio2 Rai
- Linea 24 - Radio24
- Pappappero - Radio24
- Sumo - Radio2 Rai
- The Flight - RTL 102.5

### 2-4 giugno 2006

#### Emittenti nazionali presenti
- Play Radio
- Radio1 Rai
- Radio2 Rai
- Radio 24
- Radio Deejay
- Radio Popolare
- Radio Svizzera Rete Uno
- Radio Vaticana
- RTL 102.5

#### Ospiti
Dulce Araujo, Paul Baccaglini, Angelo Baiguini, Alessio Bertallot, Marco Biondi, Matteo Bordone, Fabio Canino, Elena Caresani, Flavia Cercato, Diego, Emanuela Falcetti, Federico l’Olandese Volante, Gigi Garanzini, Andrea Gelli, Charlie Gnocchi, La Giada, La Pina, Luciana Littizzetto, Petra Loreggian, Sean-Patrick Lovett, Gianluca Neri, Gianluca Nicoletti, Antonella Palermo, Alfredo Provenzali, Daniele Rauseo,  Andrea Salvati, Giancarlo Santalmassi, Luca Sofri, Filippo Solibello, Valerio Staffelli, Danny Stucchi, Federico Taddia, Cristiano Valli, Sergio Valzania, Vic, Roberto Zaino, Marco Zucchi

#### Artisti
Banda Osiris, La Mente di Tetsuya, Kataklò Athletic Dance Theatre, L'orchestra Di Piazza Vittorio, Agostino Carollo

#### Trasmissioni in diretta
- Caterpillar - Radio2 Rai
- Citofonare Play - Play Radio
- Condor - Radio2 Rai
- Due di picche - RTL 102.5
- Il Camaleonte - Radio Svizzera Rete Uno
- La Bomba - Radio Deejay
- Ladilaradio - Radio Svizzera Rete Uno
- L'altrolato - Radio2 Rai
- No Problem W l'Italia - RTL 102.5
- Pinocchio - Radio Deejay
- Playlist - Play Radio
- The Flight - RTL 102.5

### 8-10 giugno 2007

#### Emittenti nazionali presenti
- Radio2 Rai
- Radio3 Rai
- Radio 24
- Radio Deejay
- Radio Popolare
- Radio Vaticana
- RTL 102.5

#### Ospiti
Claudio Agostoni, Patricia Arnold, Gianmarco Bachi, Angelo Baiguini, Alessio Bertallot, Anna Laura Cianfa, Fabio Colagrande, Mimmo Cosenza, Maria Carmen Del Vando Blanco, Diego, Alessandro Diegoli, Antonio Dipollina, Gigi Donelli, Federico l’Olandese Volante, Gigi Garanzini, Paolo Gentiloni, Luigi Iavarone, La Pina, Leonardo Manera, Stefano Mensurati, Sergio Natucci, Gianluca Neri, Romeo Perrotta, Disma Pestalozza, Platinette, Sabrina Provenzali, Andrea Salvati, Michele Serra, Luca Sofri, Filippo Solibello, Federico Taddia, Cristiano Valli, Sergio Valzania, Jamal Ward, David Wiley, Roberto Zaino, Giovanna Zucconi

#### Artisti
Diego Mancino, Roberto Dell'Era, Gianluca Massaroni, Stadio, Funkoff

#### Trasmissioni in diretta
- Caterpillar - Radio2 Rai
- Come il… Sol all'improvviso - Radio Popolare
- Condor - Radio2 Rai
- L'altrolato - Radio2 Rai
- Madison Square Garda - Radio Popolare
- Mente Locale - Radio Popolare
- Pinocchio - Radio Deejay
- Platinissima - Radio Deejay
- Pop Line - Radio Popolare
- Sumo - Radio2 Rai
- The Flight - RTL 102.5

### 6-7 giugno 2008

#### Emittenti nazionali presenti
- Radio2 Rai
- Radio3 Rai
- Radio Capital
- Radio Deejay
- Radio Popolare
- RTL 102.5

#### Web radio
6023 Channel, Poli. Radio, B-Radio, Comic Radio, Golden Radio, Onda Classica, Radio Alt, RadioByteNetwork, Radio Cinema, Radio Due. Zero, Radio Fandango, Radio Gas, Radio Imago, RadioNation, Radio Nk, Radio Quattro Zampe, RadioSNJ, Sonika Web Radio, Yasta Radio

#### Ospiti
Claudio Agostoni, Gianmarco Bachi, Marco Balestri, Angelo Baiguini, Alessandro Bergonzoni, Alessio Bertallot, Matteo Bordone, il Conte Galè, Luca Crovi, Luca De Gennaro, Gioele Dix, Davide Facchini, Dj Aladin, Federico l’Olandese Volante, Giampiero Kesten, Luca Lombroso, Mixo, Gianluca Neri, Paoletta, Marco Pesatori, Disma Pestalozza, David Riondino, Marco Santin, Lamberto Sposini, Luca Sofri, Trio Medusa, Federico Taddia, Cristiano Valli, Niccolò Vecchia, Dario Vergassola, Andrea Vitali, Roberto Zaino, Rudy Zerbi

#### Artisti
Diego Mancino, Calibro 35, ZogaroS, Remo Anzovino in Trio, Sulutumana

#### Trasmissioni in diretta
- Chiamate Riva Triuno Triuno - Radio Deejay
- Come il Sol... all'improvviso - Radio Popolare
- Condor - Radio2 Rai
- La Fabbrica di Polli - Radio3 Rai
- Liberi Gruppi - Radio Popolare
- Mega Mixo - Radio Capital
- Onde Road - Radio Popolare
- Patchanka - Radio Popolare
- The Flight - RTL 102.5
- Tutti i colori del giallo - Radio2 Rai
- Vasco de Gama - Radio2 Rai
- Whatever - Radio Capital

### 19-21 giugno 2009

#### Emittenti nazionali presenti
- Radio2 Rai
- Radio3 Rai
- Radio Capital
- Radio Deejay
- Radio Popolare
- RTL 102.5

#### Web radio
Comic Radio, Golden Radio, ILoveRadio, iWebRadio, NetworkStudio5, Poli. Radio, Radio Articolo1, RadioByteNetwork, Radio Cà Foscari, Radio Fandango, Radio Gas, Radio Mondo Web, RadioNation, Radio Nk, RadioSNJ, RadioSL, RadioTLT, Radio Zammu, Sonika Web Radio, Venice Classic Radio, Viva la Radio!

#### Ospiti
Claudio Agostoni, Carlo Antonelli, Gianmarco Bachi, Alessio Bertallot, Tiziano Bonini, Matteo Bordone, Luca Bottura, Matteo Caccia, Flavia Cercato, Michele Dall'Ongaro, Elio, Lorenzo Ferrero, Valentina De Poli, Daniela Fornaciarini, AnnaMaria Giordano, Umberto Guidoni, Roman Herzog, Giorgio Lauro, Gianluca Neri, Luca Nobili, Marisa Passera, Nicola Pedone, Pierpaolo Peroni, Disma Pestalozza, Marina Petrillo, Federico Russo, Claudio Sabelli Fioretti, Marco Santin, Noemi Satta, Nicoletta Simeone, Filippo Solibello, Heinz Sommer, Cinzia Spanò, Trio Medusa, Federico Taddia, Niccolò Vecchia, Lisa Tropea, Jonathan Zenti

#### Artisti
Cappa e Drago, Ensemble Zefiro, Lucilla Giagnoni, Ottavo Richter, Paolo Benvegnù

#### Trasmissioni in diretta
- Amnesia - Radio2 Rai
- Capital Week-end - Radio Capital
- Chiamate Riva Triuno Triuno - Radio Deejay
- Condor - Radio2 Rai
- FM - Radio Deejay
- Il viaggio come racconto - Radio Popolare
- L'altro lato - Radio2 Rai
- La stanza della musica - Radio3 Rai
- Patchanka Live - Radio Popolare
- Un giorno da pecora - Radio2 Rai

### 18-19 giugno 2010

#### Emittenti nazionali presenti
- Radio2 Rai
- Radio3 Rai
- Radio 24
- Radio Dolomiti
- Radio Deejay
- Radio Popolare

#### Ospiti
Giorgio Zanchini, Gianluca Nicoletti, Massimo Cirri, Gabriele Biancardi,  Francesca Bertoletti, Marino Sinibaldi, Laura Paolazzi ,  Stefania Ravagni, Matteo Caccia, Filippo Solibello, Danilo Di Biasio, Gabriele Biancardi,  Francesca Bertoletti, Luca Crovi, Andrea Di Stefano, Davide Facchini ,  Niccolò  Vecchia, Laura Paolazzi , Stefania Ravagni, Renzo Ceresa, Costantino della Gherardesca, Federico Bernocchi,

#### Artisti
Stefano Bollani e  David Riondino, Davide Van De Sfroos e Alberto Patrucco,

#### Trasmissioni in diretta
- POPOLARE NETWORK   - MICROFONO APERTO
- RADIO DOLOMITI  - BANDUS: DIAMO VOCE AI PENSIERI!
- POPOLARE NETWORK - IL GIORNO DELLE LOCUSTE
- POPOLARE NETWORK PASSATEL: IL SUQ RADIO DIFFUSO
- RADIO DOLOMITI IN ONDA:  LA RADIO CHE PUOI VEDERE!
- RADIO 3 RAI  - DR. DJ EMBÉ
- RADIO 2 RAI  - CATERPILLAR
- RADIO 24  - VENDO TUTTO
- RADIO 3 RAI FAHRENHEIT:  I LIBRI E LE IDEE
- RADIO DOLOMITI BANDUS: DIAMO VOCE AI PENSIERI!
- RADIO 24 -  MELOG 2.0
- RADIO 3 RAI -  TUTTA LA CITTÀ  NE PARLA